# Jean Coralli

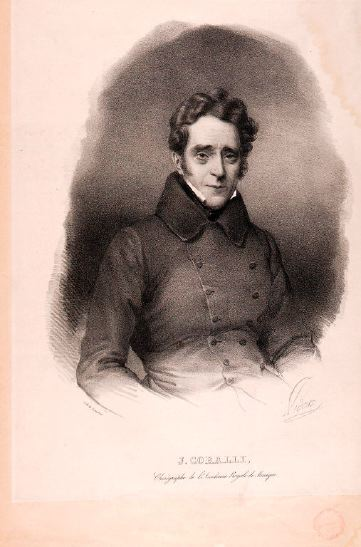

Jean Coralli, född 15 januari 1779 i Paris, död 1 maj 1854 i Paris, var en fransk balettdansör och koreograf av italiensk börd. Baletten Giselle är ett av hans verk.
Jean Coralli gjorde sin debut som dansare på operan i Paris 1802. Innan 1807 hade han redan producerat fem baletter på Court Opera i Wien. Han fortsatte sedan vara professionell dansare och jobbade med kända italienska koreografer som Salvatore Viganó. Det var först på hans senare dagar som han började koreografera ännu mer och det var också då han gjorde den kända baletten Giselle.
Giselle ou les Wilis, även kallad Giselle är en balett i två akter koreografierad av Jean Coralli och Jules Perrot. Baletten skapades för dansaren Carlotta Grisi, denna balett blev högromatikens främsta balettverk.  